# Подводные лодки типа «Уна»
Подводные лодки типа «Уна» (хорв. Podmornice klase Una) — югославские и хорватские подводные лодки, строившиеся с 1981 по 1989 годы. Предназначались для расстановки морских мин и доставки диверсионных групп на территорию, контролируемую противником. Обладали небольшой скоростью до 8 узлов, были вооружены четырьмя торпедными аппаратами.

## Список подлодок
Всего было построено шесть таких подлодок: П-911 «Тиса», П-912 «Уна», П-913 «Зета», П-914 «Соча», П-915 «Вардар» и П-916 «Купа». Во время Югославских войн одна из подлодок, П-914, встала на капитальный ремонт в хорватском Сплите, а после реставрации получила новое имя П-01 «Велебит» и вошла в строй в 2001 году. П-915 была разобрана на металл, а остальные после выхода из состава ВМС были отправлены в морские музеи в качестве экспонатов.
| Тактический номер | Наименование | В составе флота | Состояние                                                                               |
| ----------------- | ------------ | --------------- | --------------------------------------------------------------------------------------- |
| П-911             | «Тиса»       | 1983—1993       | доставлена в июне 2018 в Белград, Сербия в 2023 перевезена для реставрацию в Остружницу |
| П-912             | «Уна»        | 1984—1993       | в Музее морского наследия (Тиват, Черногория)                                           |
| П-913             | «Зета»       | 1985—2003       | В военно-историческом парке Пивка, Словения                                             |
| П-914             | «Соча»       | 1986—н. в.      | с 2001 года П-01 «Велебит» (ВМФ Хорватии)                                               |
| П-915             | «Купа»       | 1987—1994       | разрезана на металлолом                                                                 |
| П-916             | «Вардар»     | 1988—1998       | судьба не известна                                                                      |